# بیت‌لاکر
بیت لاکر (انگلیسی: BitLocker) قابلیتی امنیتی می‌باشد که از نسخه‌های نهایی (Ultimate) و تجاری (Enterprise) ویندوز ویستا به بعد، به ویندوز اضافه شده و وظیفه رمزگذاری بر روی داده‌ها را برعهده دارد. بیت لاکر قابلیت رمزگذاری و قفل تمام پارتیشن‌ها را با استفاده از کلیدهای ۱۲۸ یا ۲۵۶ بیتی و با الگوریتم رمزگذاری AES در حالت CBC دارد.
در رابط جدید بیت لاکر افزون بر رمزگذاری ولوم‌های هارد دیسک، امکان رمزگذاری بر روی سایر دستگاه‌های ذخیره‌سازی قابل حمل از جمله حافظه‌های جانبی نیز اضافه شده است.

## نحوه عملکرد بیت لاکر
بیت لاکر دارای چهار حالت رمزنگاری است که امکان دسترسی داده‌ها را برای کاربر و برنامه‌ها فراهم می‌آورد. این سه مورد می‌توانند با هم یا به صورت انفرادی برای رمزنگاری مورد استفاده قرار بگیرند که با استفاده همزمان از چندین حالت می‌توان دسترسی غیرمجاز را محدودتر کرد. این موارد به صورت ترکیب به شکل‌های زیر در دسترس خواهند بود.
- حالت نامرئی
- حالت نامرئی + تأیید کاربر
- حالت نامرئی + کلید USB
- حالت نامرئی + تأیید کاربر + کلید USB
- تایید کاربر (البته این روش از طریق تغییر در Group Policy قابل استفاده است)
- کلید USB

بیت لاکر از الگوریتم رمزگذاری AES که مخفف عبارت Advanced Encryption Standard به معنای استاندارد رمزگذاری پیشرفته است، استفاده می‌کند (البته با استفاده از حالت CBC). الگوریتم AES دارای سه استاندارد ۱۲۸، ۱۹۲ و ۲۵۶ بیتی است که دو استاندارد ۱۲۸ بیت و ۲۵۶ در بیت لاکر استفاده می‌شود.